# Baromètre à sangsues
Le baromètre à sangsues, ou prédicteur de tempêtes, est une invention du XIXe siècle du docteur britannique George Merryweather. Il s'agit d'une cloche sur un mât court dont les battants sont reliés à douze jarres, chacune contenant une sangsue. Celles-ci étaient supposées, réagissant au changement atmosphérique annonciateur des tempêtes, grimper sur un fil dans le bocal pour faire sonner la cloche. Plus grand était le nombre de sangsues réagissant, plus le mauvais temps était probable.

## Invention  et développement
Le docteur Merryweather, curateur honoraire du musée de la Whitby Literary and Philosophical Society, avait lu le poème Signs of Rain d'Edward Jenner dans lequel il est fait mention de la réaction des sangsues aux phénomènes électriques, quittant leur tanière par le haut lors d'orages. Cela lui donna l'idée de développer un appareil qui noterait le mouvement de ces animaux pour prédire le temps, un peu comme le changement de pression par un baromètre. 
Il construisit ainsi six prototypes en 1850, tous reposant sur le principe que des sangsues enfermées dans des bocaux essaieraient de s'en échapper par un trou dans le couvercle relié une chaînette au battant d'une cloche. Il espérait prouver l'utilité de ce système et le vendre aux compagnies de navigation et au gouvernement britannique. Il décida d'utiliser douze bocaux en verre pour que les sangsues puissent « voir » leurs congénères et ne se sentent pas seules.
Pour promouvoir son appareil, l'un de ceux-ci fut construit par des artisans locaux sous la forme d'un temple hindou et il le présenta à l'Exposition universelle de 1851 au Crystal Palace de Londres lors d'une conférence de trois heures le 27 février.

## Résultats pratiques
Après avoir développé son invention, Merryweather écrivit au président de la Société de philosophie et de l'institut de Whitby, Henry Belcher, chaque fois que les sangsues prévoyaient une tempête,. Vingt-huit prévisions sont conservées au musée de Whitby. Merryweather décrivit ses expériences et sa conférence comme un succès mais le gouvernement préféra utiliser le baromètre de FitzRoy.
Aucun des prototypes de Merryweather n'a survécu. Une réplique a été construite en 1951, à partir de la description du docteur, pour le centième anniversaire de l'invention. Elle fut exposée au Festival of Britain et se trouve maintenant au musée de Whitby. Étant en carton, il ne s'agit pas d'un appareil fonctionnel. Deux autres répliques avec une vraie cloche ont été faites par la suite, l'une est au Barometer World près d'Okehampton, Devon, l'autre au Great Dickens Christmas Fair de San Francisco.